# West Conshohocken (Pennsylvanie)
West Conshohocken est un borough du comté de Montgomery, en Pennsylvanie, aux États-Unis.